# 一期一會
一期一會是一個源於日本茶道的成語，意思是在茶會時領悟到這次相會無法重來，是一輩子只有一次的相會，故賓主須各盡其誠意。在茶道以外，這個意義可推而廣之，指一生一次的機會，當下的時光不會再來，須珍重之。
“一期一會”這個用語也常在日本武道中出現，警惕學武道的人不要因以為有「再試一次」的機會而掉以輕心或疏於練習，若是面臨生死關頭就沒機會「再試一次」了。此外，雖然武道的技巧（如柔道的招式）可以多次重複使出，但每次比試、較量都是獨特的。

## 詞源和精神

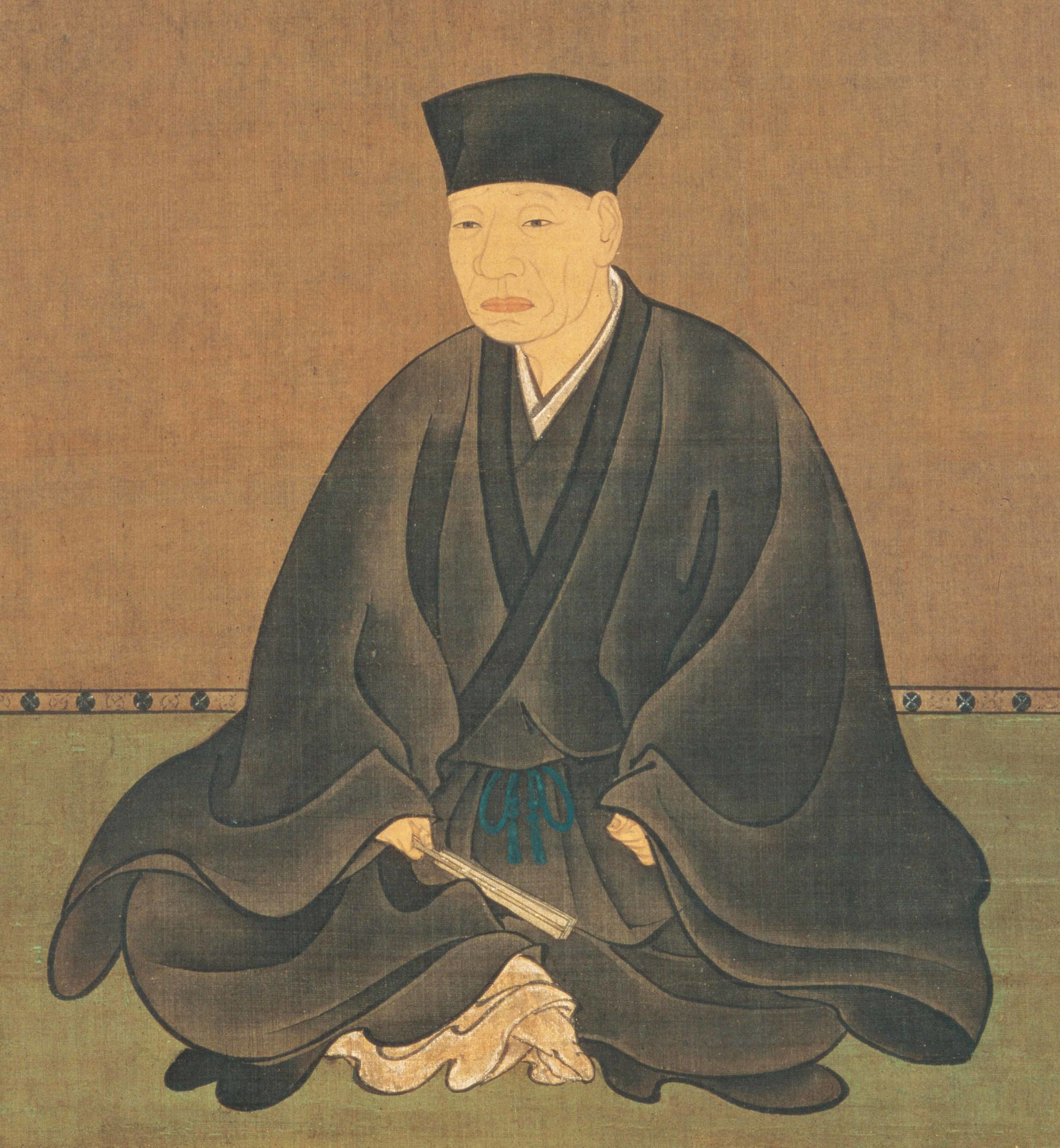
長谷川等伯作千利休像

原為千利休的話。利休本人沒有留下著作，但其弟子山上宗二所著《山上宗二記》中的〈茶湯者覺悟十躰〉記載了千利休的話：
|  | 原文： 新字新假名： 大意：自入巷至出巷，須視若一期一度之會，敬畏亭主。世間雜談，無用也。 |

「一期」為佛語，指人的一生；「一會」則意味著僅有一次相會。「一期一會」勸勉人們應珍惜身邊的人，珍惜每一次的茶会。
一期一會與日本禪當中的「瞬間」概念有關，而日本茶道也體現了日本禪的精神，所以這句話經常會寫在掛於茶室的字畫上，意味著每次的茶聚都是獨一無二的。

## 相關流行文化
- 2009年日本知名電視劇《仁醫》、2011年《仁醫2》，皆有提及，並搭配劇中人事物向觀眾解釋其含意。
- 2010~2012，日本演員大澤隆夫共5場朗讀活劇，皆與其有關。
- 日本女歌手中島美雪於2007年發行單曲《一期一會（日语：一期一会 (中島みゆきの曲)）》。
- 美國電影《阿甘正傳》在日上映時，以“一期一會”作為日語版片名的副標。
- 日本漫畫《植木的法則 PLUS》曾提及朋友是“一期一會”的；同樣是日本漫畫的《花樣男子》、《校園漫畫大王》其中一個單元亦常提到；中主角黑子哲也的座右銘亦是「一期一會」；《火影忍者》在火影房間的走廊上，四字格言的其中一幅。
- 韓國劇集《流星花園》中，“一期一會”是蘇易正與其初戀女友的聯繫。
- 美國電視劇《Heroes》裡的日本人角色中村廣最喜歡“一期一會”這句話[1]。
- 香港無綫電視劇集《和味濃情》中，男主角鍾禮和工作的日本料理店名為「一期一會」。
- 香港獨立唱作人林一峰與W創作社曾合作音樂劇《一期一會》。
- 日本电视剧《日本人也不知道的日本語》第8集中也有所提及。
- 日本晨间电视剧《多谢款待》中，第一周的名字叫做一期一会。

## 外部連結
- To Blossom and Scatter